# دنیل آف سنت توماس جنیفر
دنیل آف سنت توماس جنیفر (Daniel of St. Thomas Jenifer) (زادهٔ ۱۷۲۳ – درگذشتهٔ ۱۶ نوامبر ۱۷۹۰)، سیاستمدار، از پدران بنیان‌گذار ایالات متحده و امضاءکنندهٔ قانون اساسی ایالات متحده بود. او سال‌ها رهبر دولت استعماری در مریلند بود، اما زمانی که درگیری با بریتانیای کبیر بالا گرفت، جنیفر آرمان میهن‌پرستان را در آغوش گرفت.

## اوایل زندگی و حرفهٔ استعماری
جنیفر در کوتس ریترِریمنت (الرزلی امروزی)، ملکی در غرب پرت توبکو در شهرستان چارلز، مریلند به‌دنیا آمد و پسر  دنیل جنیفر و الیزابت میسون بود. در جوانی به عنوان یک خزانه‌دار، عامل مالی محلی برای دو مالک آخر مریلند بود. او عموی توماس استون، مایکل جی استون و جان هاسکینز استون بود.
جنیفر به عنوان قاضی صلح برای شهرستان چارلز و بعدها برای منطقهٔ غربی مریلند خدمت کرد. او در کمیسیونی که اختلاف مرزی میان پنسیلوانیا و دلاور‏ (۱۷۶۰) را حل و فصل می‌کرد، شرکت کرد و در شورای فرمانداری، مجلس عالی قانون‌گذاری مریلند و همچنین در دادگاه استیناف مستعمره و به عنوان یکی از اعضای هیئت مشاوران ارشد فرماندار (۱۷۷۳–۱۷۷۶)، خدمت کرد.

## انقلاب آمریکا
جنیفر علی‌رغم روابط نزدیک‌اش با دولت استعماری، به شدت از آنچه که او و اکثر اشراف استعماری مداخله خودسرانه پارلمان در امور مستعمرات، به ویژه قوانین مربوط به مالیات و مقرره‌های تجارت می‌دانستند، ناراحت بود. سال‌ها قبل از شروع مبارزه برای استقلال، او از مالکان مریلند در برابر کسانی که به دنبال تبدیل مریلند به مستعمرهٔ سلطنتی بودند، دفاع کرده بود. زمانی که زمان انقلاب فرا رسید، جنیفر به عنوان یک مالک ثروتمند، از آرمان میهن‌پرستان حمایت قابل توجهی کرد، علی‌رغم این واقعیت که در مبارزهٔ مالکیت، بیشتر میهن‌پرستان پیشرو، دشمنان او بودند. جنیفر ریاست شورای امنیت مریلند، نهاد میهن‌پرستی که برای سازماندهی نیروهای نظامی مریلند برای انقلاب (۱۷۷۷–۱۷۷۵) تأسیس شد را بر عهده گرفت. زمانی که در ۱۷۷۶ قانون اساسی جدیدی برای ایالت مریلند تنظیم شد، جنیفر در مورد بی‌توجهی به سند به حاکمیت عمومی هشدار داد: «به نظرم نمی‌رسد که سنا فرزند بزرگ مردم باشد؛ بنابراین پیش از آن که کامل‌ترین اتحاد میان قوای مختلف مقننه وجود داشته باشد، سنا مورد حمایت آن‌ها (مردم) نخواهد بود».
در طی جنگ و پس از آن، جنیفر به شدت نگران امور ملی شد. او نمایندهٔ استان خود در کنگرهٔ قاره‌ای (۱۷۷۸–۱۷۸۲) بود و همزمان به عنوان رئیس اولین مجلس سنای مریلند (۱۷۷۷–۱۷۸۰) خدمت می‌کرد. جنیفر به عنوان مدیر امور مالی استان خود میان سال‌های ۱۷۸۲ و ۱۷۸۵، از تجربیات خود به عنوان مالک زمین برای کمک به استان برای نجات از رکود اقتصادی بحرانی پس از جنگ، استفاده کرد. جنیفر به همراهی جیمز مدیسون، جان دیکنسون، جورج میسون و دوست خوبش جورج واشینگتن، شروع به کشف راه‌هایی برای حل مشکلات اقتصادی و سیاسی کردند که در اثر اصول ضعیف کنفدراسیون به وجود آمده بود. در نتیجه، او در کنفرانس مونت ورنون (جلسه‌ای از نمایندگان ویرجینیا و مریلند که در ۲۱ تا ۲۸ مارس ۱۷۸۵ برای بحث در مورد حقوق آبراه‌های مشترک ایالت‌ها تشکیل شد) شرکت کرد، جلسه‌ای که در نهایت به مجمع قانون اساسی منتهی شد.

## معاهده قانون اساسی
در این مجمع که از ۲۵ می تا ۱۷ سپتامبر ۱۷۸۷ در فیلادلفیا، پنسیلوانیا برگزار شد، جنیفر مانند دوست قدیمی‌اش بنجامین فرانکلین، از مقام یک دولتمرد بزرگ برخوردار بود. جنیفر از اعتبار خود (به علاوهٔ شوخ‌طبعی و شهرت به عنوان یک همراه خوش‌مشرب) استفاده کرد تا برای اتحاد قوی و دائمی استان‌ها، با آشتی دادن دیدگاه‌های مخالف و تنظیم سازش‌ها، کار کند که در نهایت باعث موفقیت این مجمع شد.
سن بالای جنیفر، فعالیت او را در امور روزمره محدود می‌کرد، اما او در مورد چندین موضوع مهم، موضع‌گیری کرد. تجربهٔ تجاری به دست آمده در زمان مدیریت مزرعه‌ای بزرگ، او را متقاعد کرده بود که برای تضمین ثبات مالی و تجاری به یک دولت مرکزی فعال نیاز است. برای این منظور، جنیفر طرفدار یک اتحادیه قوی و دائمی از استان‌ها بود که در آن کنگره‌ای به نمایندگی از مردم، قدرت پرداخت مالیات را داشته باشد. او که نگران تداوم در دولت جدید بود، از دوره‌ای سه ساله برای مجلس نمایندگان ایالات متحده حمایت کرد. او نتیجه گرفت که انتخابات بسیار مکرر ممکن است منجر به بی‌تفاوتی مردم شود و از تمایل مردان برجسته برای کسب پست، بکاهد. جنیفر در این مورد بیش از حد نظر داده بود، اما واکنش او این بود که از توانایی نمایندگان برای توافق بر سر یک طرح دولتی شگفت زده شده‌است: «ماه اول، ما فقط به هم رسیدیم و در ماه دوم، به نظر می‌رسید که برای همیشه از هم دور می‌شویم، اما در چند روز، به اندازهٔ دوستان هشتاد ساله، نزدیک شدیم» وقتی نمایندهٔ دیگر مریلند، لوتر مارتین، گفت که اگر مردم مریلند قانون اساسی را تأیید کنند، می‌ترسد که به دار آویخته شود، جنیفر به طعنه گفت که؛ مارتین باید در فیلادلفیا بماند تا در استان خود به دار آویخته نشود.

## وفات و میراث
پس از مجمع، جنیفر بازنشسته شد و به مزرعهٔ خود در استپنی، نزدیک آناپلیس، جایی که در ۱۷۹۰ درگذشت، برگشت. او در الرزلی، محل تولدش، که امروزه در فهرست ملی اماکن تاریخی ثبت شده، دفن شده‌است. جنیفر در وصیت‌نامهٔ خود، زمینی در حدود ۱۶۰۰۰ جریب (۶۵ کیلومتر مربع) خود را به برادرزاده‌اش؛ دنیل جنیفر داد و دستور داد که تمام بردگانش شش سال پس از فوتش آزاد شوند. سال بعد، جنیفر کوچک، صاحب پسری شد که نام عموی بزرگش را بر او نهاد. دنیل جنیفر مانند عمویش، به عنوان قاضی در شهرستان چارلز و همچنین سه دوره در مجلس نمایندگان ایالات متحده خدمت کرد. خانهٔ خانوادگی او، رتریت، در شهرستان چارلز، در نزدیکی بندر توباکو، یکی از بزرگ‌ترین بنادر تجارت برده در آن دوران، قرار داشت و در ربع آخر قرن هجدهم ساخته شده بود و امروزه در فهرست ملی اماکن تاریخی ثبت شده‌است.
خیابان جنیفر در مدیسون، ویسکانسین، به افتخار جنیفر نام‌گذاری شده‌است. همچنین یک خیابان جنیفر در واشینگتن دی سی وجود دارد. مدرسه ابتدایی دنیل سنت توماس جنیفر در شهرستان چارلز به افتخار او نام‌گذاری شد. مدرسه ابتدایی جنیفر، در ناحیهٔ مدارس دولتی شهرستان چارلز قرار دارد.